# Argentina i olympiska sommarspelen 1948
Argentina deltog med 199 deltagare vid de olympiska sommarspelen 1948 i London. Totalt vann de tre guldmedaljer, tre silvermedaljer och en bronsmedalj.

## Medaljer

### Guld
- Pascual Pérez - Boxning, flugvikt.
- Rafael Iglesias - Boxning, flugvikt.
- Delfo Cabrera - Friidrott, maraton.

### Silver
- Noemí Simonetto - Friidrott, längdhopp.
- Enrique Sieburger, Sr., Emilio Homps, Rodolfo Rivademar, Rufino Rodríguez de la Torre, Enrique Sieburger, Jr. och Julio Sieburger - Segling,6m.
- Carlos Enrique Díaz Sáenz Valiente - Skytte.

### Brons
- Mauro Cía - Boxning, lätt tungvikt.